# Lac Cawasachouane
Le lac Cawasachouane est un plan d'eau situé dans le Territoire non organisé Les Lacs-du-Témiscamingue de la MRC Témiscamingue, Québec, Canada. Ce lac est situé sur le territoire de la réserve faunique La Vérendrye. Ses eaux alimentent le Grand Lac Victoria et reçoit ses eaux du lac Hénault situé au sud, par la chute Hénault.
- lac Hénault 47° 21′ 20″ N, 77° 49′ 15″ O
- chute Hénault 47° 24′ 14″ N, 77° 46′ 22″ O
- lac Antiquois 47° 10′ 00″ N, 77° 51′ 15″ O

Ce nom de lieu d'origine amérindienne de la nation algonquine signifie « l'endroit où il y a plusieurs baies ». Ce toponyme paraît sur une carte datée de 1932.